# Le Temps des conquêtes
Le temps des conquêtes est le nom d'un bimestriel français publié de 1999 à 2007 par le Mouvement des jeunes socialistes (MJS), et d'une motion présentée au 9e Congrès de cette organisation.

## Un journal militant
Adressé à l'ensemble des adhérents du MJS et aux abonnés, il analysait et décryptait l'actualité nationale et internationale, accordant une large place à un dossier thématique dans chaque numéro. Cependant, lors du précédent mandat et l'arrivée d'une nouvelle équipe animée par le président de l'organisation, Antoine Détourné, cette revue disparait subitement.

### Congrès de Grenoble
Ce congrès, qui s'est tenu du 20 au 22 novembre 2009, a vu trois textes concurrents (dont le texte de la majorité sortante). L'un des textes alternatifs, Le Temps des Conquêtes, entend passer au "MJS 2.0" c'est-à-dire à une véritable démocratisation de l'organisation, permettant à chaque militant de prendre part à l'organisation, 14 ans après l'attribution de l'autonomie au MJS par Michel Rocard. Le sous-titre, "Inventons Ensemble le MJS 2.0", sous-entend une rupture avec le traditionnel rôle de contrôle et de centralisation de l'échelon national, tout comme Internet a rompu avec les réseaux précédents. Pour cela, il est préconisé de s'ouvrir à la révolution numérique, qui est autant un moyen d'agir qu'un nouvel objet de réflexion politique. Quant au titre, il est une allusion au nom du journal national, qui a cessé d'exister au précédent mandat. Ce texte fait référence à la notion d'autogestion, à l'heure où le prix Nobel d'économie 2009 parle de la gestion démocratique des biens communs.
Le temps des Conquêtes ou Motion 2 est composée de quatre groupes ayant chacun présenté une contribution dans la phase de pré-congrès:
- Jeunes Socialistes pour la Rénovation (JSR), issu de Rénover maintenant, proche d'Arnaud Montebourg avec Romain Cujives et Alexandre Borderies notamment.

- Génération Égalité, proche de Laurent Fabius avec Charlotte Goujon et Nelly Morisot notamment.

- La Relève issu de Convergences réformistes proches de Jean-Christophe Cambadélis avec Thibault Delahaye.

- « S'Ancrer à Gauche », issu de la majorité sortante, constitué pour le Congrès de Grenoble, proche de Martine Aubry, "S'Ancrer à Gauche" est fortement représenté dans le département du Nord avec Mélissa Menet notamment.

En avril 2011, les JSR, Génération Égalité et S'Ancrer à Gauche fusionnent et deviennent La Fabrique du Changement-Construire l'Égalité, ils lancent un nouveau site
Le Temps des Conquêtes a obtenu  17,1 % des voix au Congrès de Grenoble et lors de l'élection du Président du MJS à l'issue des trois jours de congrès à Alpexpo, à Grenoble, Guillaume Frasca s'est présenté face à Laurianne Deniaud et a obtenu 27,3 % des voix des délégués présents dans la ville de Grenoble.
Les représentants nationaux de la motion 2 sont Charlotte Goujon, Magalie Herlem, Thomas Chevandier, Arthur Clouzeau, Romain Cujives et Thibault Delahaye. À la Commission Nationale d'Arbitrage, Alexandre Borderies et Julien Parelon représentent la motion 2.
Le Temps des Conquêtes est majoritaire dans les fédérations MJS de l'Ariège, de l'Aveyron, de la Corrèze, de la Creuse, de l'Eure, d'Eure-et-Loir, de la Haute-Garonne, de la Loire-Atlantique, du Lot, de Lot-et-Garonne, du Nord, du Puy-de-Dôme, de la Seine-Maritime, de la Vendée, de la Vienne, de la Haute-Vienne et de l'Yonne. Elle est aujourd'hui représentée par les courants La Relève et La Fabrique du Changement-Construire l'Égalité.